# 48628 Janetfender
48628 Janetfender è un asteroide della fascia principale. Scoperto nel 1995, presenta un'orbita caratterizzata da un semiasse maggiore pari a 2,2775560 UA e da un'eccentricità di 0,1062191, inclinata di 8,02617° rispetto all'eclittica.